# Ormosia ferruginea
Ormosia ferruginea är en ärtväxtart som beskrevs av R.H.Chang. Ormosia ferruginea ingår i släktet Ormosia och familjen ärtväxter. Inga underarter finns listade i Catalogue of Life.